# Astronesthes kreffti
Astronesthes kreffti es una especie de pez de la familia Stomiidae en el orden de los Stomiiformes.

## Morfología
• Los machos pueden llegar alcanzar los 24,6 cm de longitud total.

## Hábitat
Es un pez de mar y de aguas profundas que vive hasta 805 m de profundidad.

## Distribución geográfica
Se encuentra en el  Atlántico sur, el Índico y el Pacífico.